# 19.ª reunião de cúpula do G20
A cúpula do G20 Rio de Janeiro 2024 foi a décima nona reunião do Grupo dos Vinte (G20) que ocorreu na cidade do Rio de Janeiro, capital do estado do Rio de Janeiro no Brasil, entre os dias 18 e 19 de novembro de 2024, sendo a sede no Museu de Arte Moderna do Rio de Janeiro (MAM Rio) e sendo a primeira vez que o país sedia o encontro.

## Presidência
A presidência do Brasil sobre o encontro iniciou-se no dia 1º de dezembro de 2023, onde o presidente brasileiro Luiz Inácio Lula da Silva ficou incumbido de chefiar o evento que possui o tema de 'Construindo um Mundo Justo e um Planeta Sustentável'.

## Agendas prioritárias
O Brasil colocou três prioridades principais na agenda para o diálogo do G20 em 2024:
- Inclusão social e combate à fome;
- Transição energética e desenvolvimento sustentável nas suas vertentes social, econômica e ambiental;
- Reforma das instituições de governação global.

Dirigindo-se aos países do G20 Dehli na Índia, Lula anunciou a criação do grupo de trabalho 'Mobilização Global Contra as Mudanças Climáticas', com intuito de criar formas de gerar renda e reduzir as desigualdades para as pessoas afetadas pelas mudanças climáticas.
Outro foco da presidência brasileira será trabalhar pela reforma abrangente das instituições globais, como o Banco Mundial, o Fundo Monetário Internacional (FMI) e a Organização Mundial do Comércio (OMC), além da Reforma do Conselho de Segurança das Nações Unidas, visando de ampliar o voz e influência do Sul Global no cenário mundial.

## Questões

### Rússia e Ucrânia
Após a invasão russa da Ucrânia, o Tribunal Penal Internacional (TPI) emitiu um mandado de prisão por crimes de guerra contra o presidente russo, Vladimir Putin. No dia 9 de setembro de 2023, o presidente Lula declarou que Putin “pode participar sem medo na cúpula do G20 do próximo ano no Rio de Janeiro”, acrescentando que “se eu sou o presidente do Brasil, e se ele vier ao Brasil, não há razão para que ele seja preso ".
O diplomata e principal assessor do governo brasileiro, Celso Amorim, confirmou posteriormente a intenção de convidar Putin para a cúpula. Mas no dia 18 de outubro de 2024, faltando um mês para o começo da cúpula, o presidente russo recusou o convite de viajar para o Brasil, afirmando-se que "a presença dele possa prejudicar o trabalho do G20".

### Guerra Israel-Hamas
Esta cúpula sob á presidência brasileira também tratará como prioridade a Guerra Israel-Hamas, que teve início em outubro de 2023 e o crescente confronto histórico do bloco entre Estados Unidos e China.

## Preparação
O Governo Federal do Brasil estima gastar aproximadamente 300 milhões de reais para a realização do evento, em quinze cidades diferentes. Em termos de comparação com a cúpula anterior, o governo indiano gastou 41 bilhões de rúpias para com o encontro, valor equivalente a R$ 2,4 bilhões de reais.

## Líderes participantes
- África do Sul
Cyril Ramaphosa, presidente
- Alemanha
Olaf Scholz, chanceler
- Arábia Saudita
Faisal bin Farhan Al Saud, príncipe e Ministro das relações exteriores da Arábia Saudita
- Argentina
Javier Milei, presidente
- Austrália
Anthony Albanese, primeiro-ministro
- Brasil
Luiz Inácio Lula da Silva, presidente (Anfitrião)
- Canadá
Justin Trudeau, primeiro-ministro
- China
Xi Jinping, presidente
- Coreia do Sul
Yoon Suk-yeol, presidente
- Estados Unidos
Joe Biden, presidente
- França
Emmanuel Macron, presidente
- Índia
Narendra Modi, primeiro-ministro
- Indonésia
Prabowo Subianto, presidente
- Itália
Giorgia Meloni, primeira-ministra
- Japão
Shigeru Ishiba, primeiro-ministro
- México
Claudia Sheinbaum, presidente
- Reino Unido
Keir Starmer, primeiro-ministro
- Rússia
Sergey Lavrov, chanceler
- Turquia
Recep Tayyip Erdoğan, presidente
- União Europeia
Ursula von der Leyen, presidente da Comissão Europeia
- União Europeia
Charles Michel, presidente do Conselho Europeu
- União Africana
 Mauritânia
Mohamed Ould Ghazouani, presidente,
presidente da União Africana

## Convidados
- Angola
João Lourenço, presidente,
convidado pelo Brasil[21]
- Egito
Abdul Fatah Khalil Al-Sisi, presidente,
presidente do Nova Parceria para o Desenvolvimento da África (NEPAD)
- Emirados Árabes Unidos
Khaled bin Mohamed Al Nahyan, Príncipe herdeiro,
convidado pelo Brasil[21]
- Espanha
Pedro Sánchez, primeiro-ministro,
convidado permanente[22]
- Noruega
Jonas Gahr Støre, primeiro-ministro,
convidado pelo Brasil[21]
- Nigéria
Bola Tinubu, presidente,
convidado pelo Brasil[21]
- Paraguai
Santiago Peña, presidente,
convidado pelo Brasil[23]
- Portugal
Luís Montenegro, primeiro-ministro,
convidado pelo Brasil[21]
- Singapura
 Lawrence Wong, Primeiro-Ministro,                                                  convidado pelo Brasil[1]
- Bolívia
Luis Arce, Presidente
[1]
- Chile
Gabriel Boric, Presidente
[1]
- Colômbia
Gustavo Petro, Presidente
- Vaticano
Pietro Parolin, Cardeal Secretário de Estado
[1]
- Malásia
Anwar Ibrahim, Primeiro ministro
- Catar
Sheikh Tamim bin Hamad al-Thani, Emir
- Tanzânia
Samia Hassan Suluhu, Presidente
- Uruguai
Omar Paganini, Ministro das Relações Exteriores
- Vietname
Phạm Minh Chính, Primeiro Ministro

## Convidados de organizações internacionais participantes

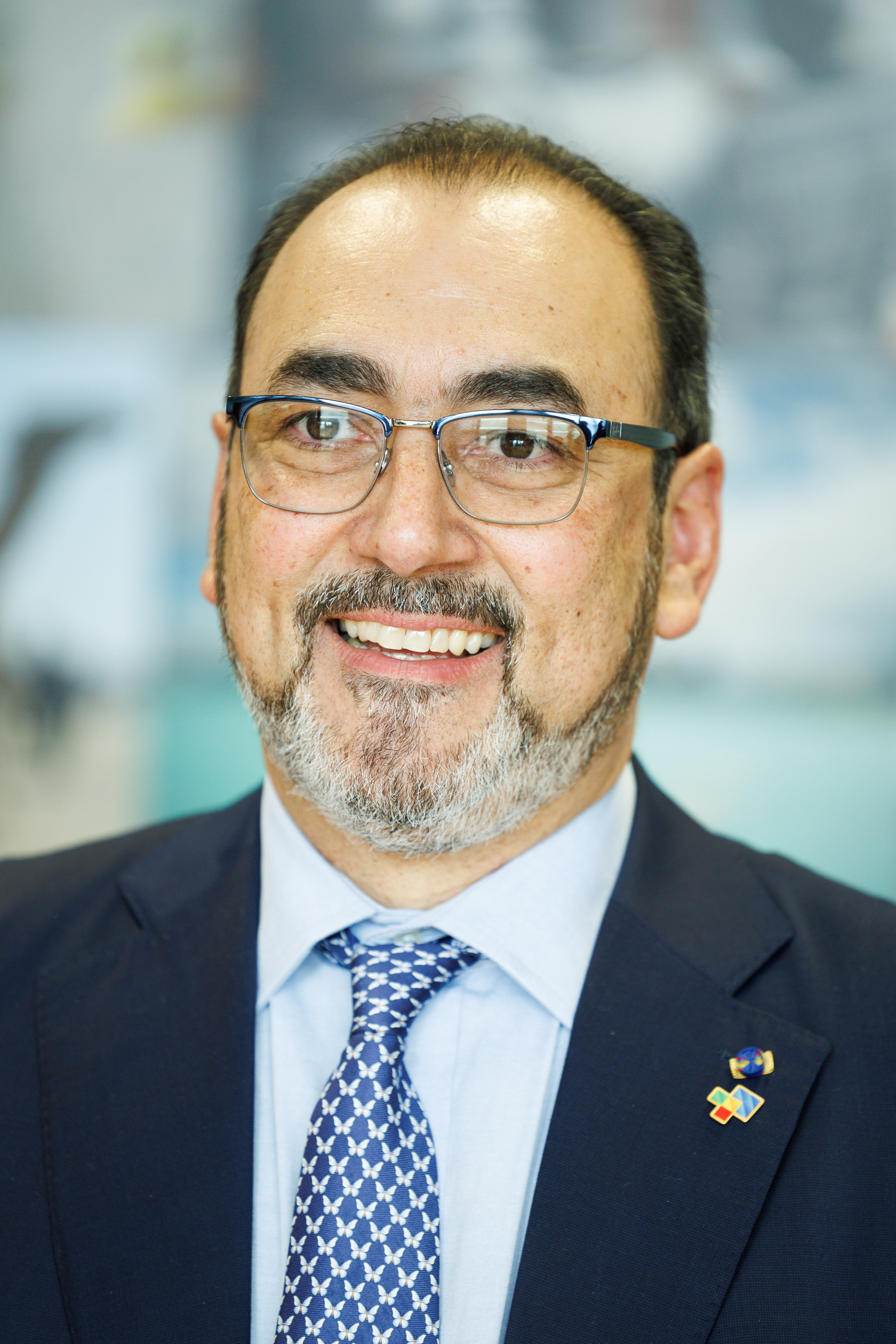
Banco de Desenvolvimento da América Latina Sergio Díaz-Granados Guida, presidente
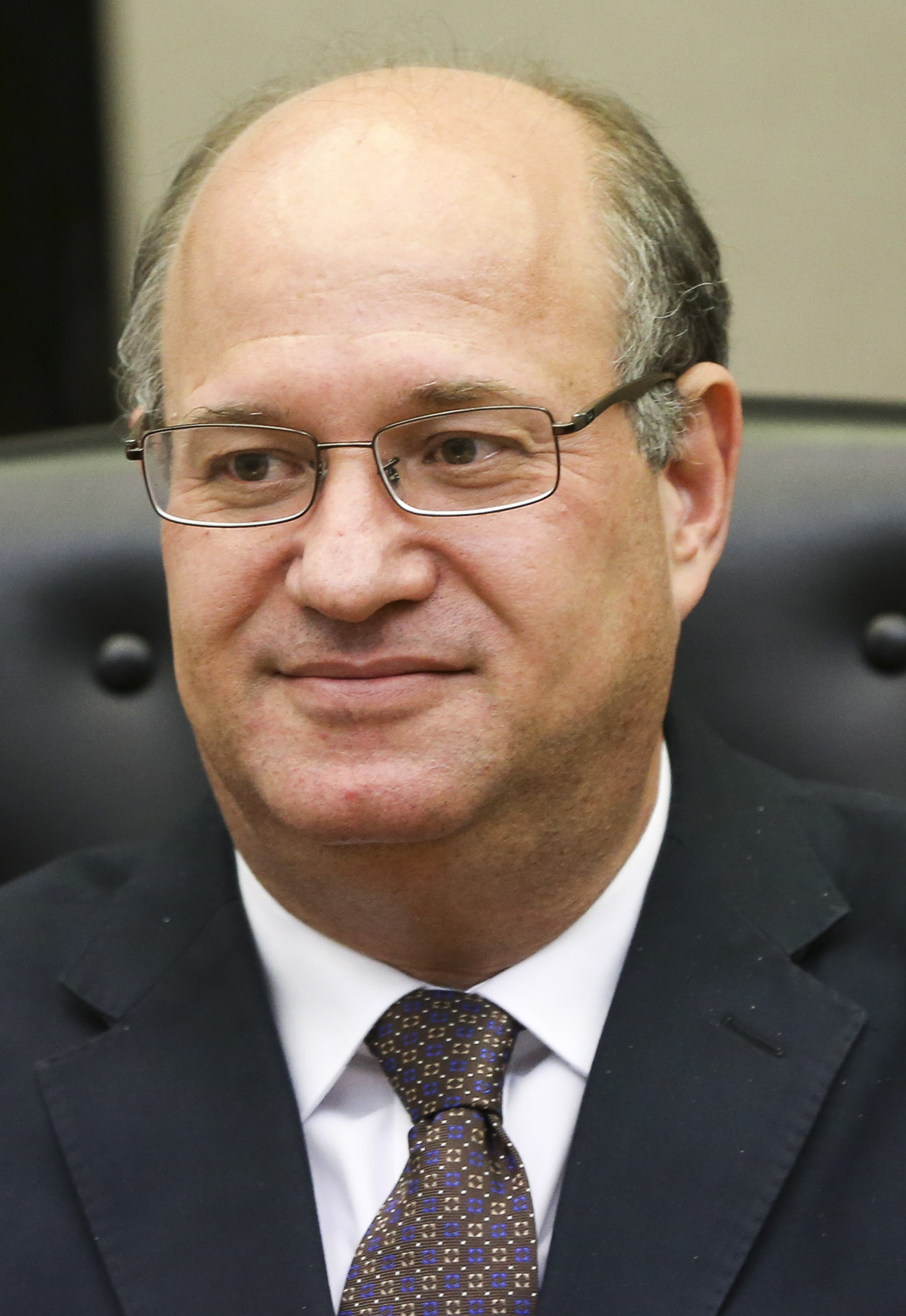
Banco Interamericano de Desenvolvimento Ilan Goldfajn, presidente
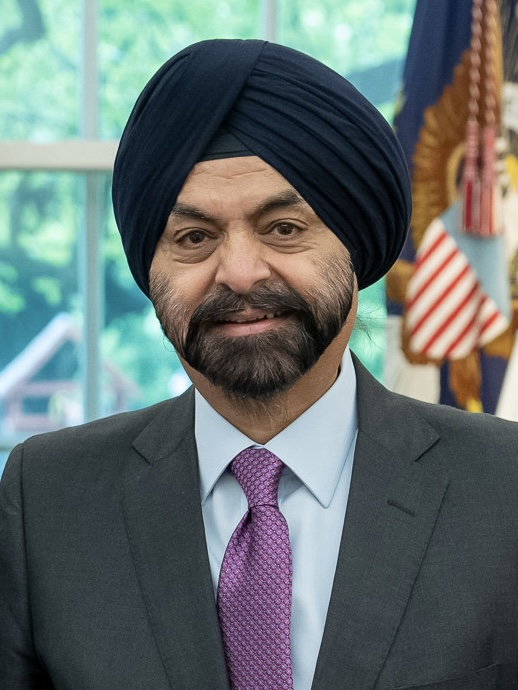
Banco Mundial Ajay Banga, presidente
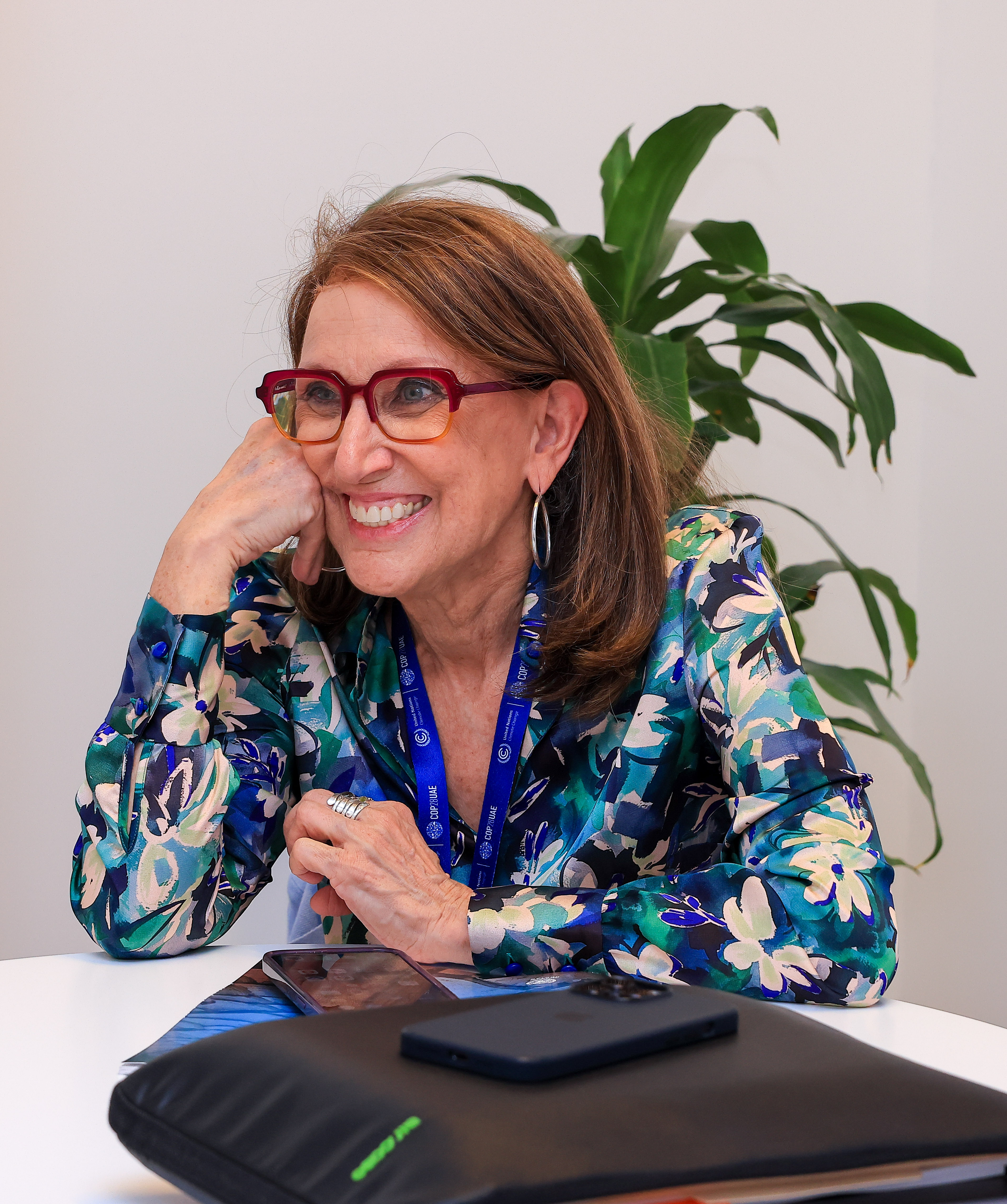
Conferência das Nações Unidas sobre Comércio e Desenvolvimento Rebeca Grynspan, secretária-geral
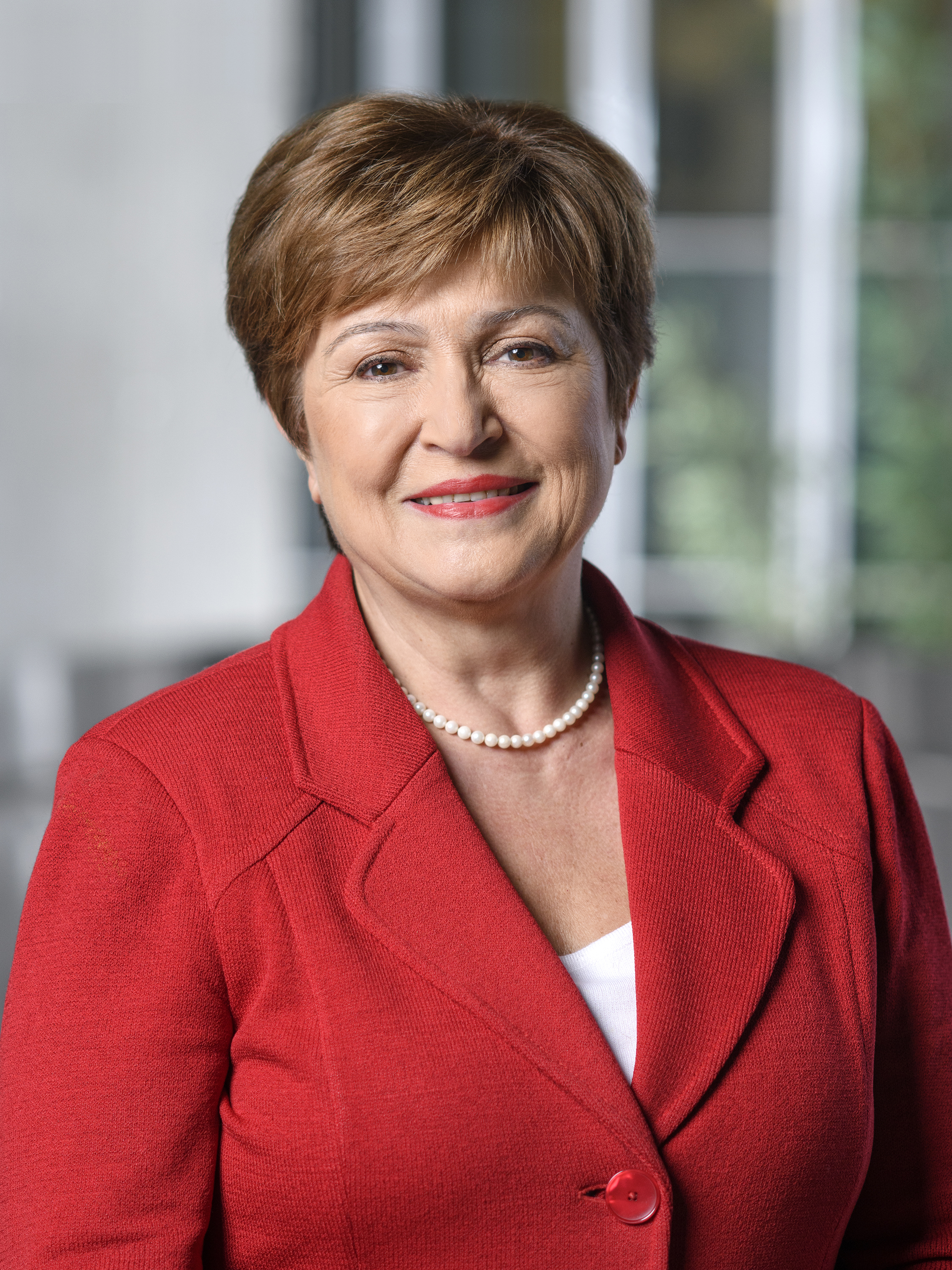
Fundo Monetário Internacional Kristalina Georgieva, diretora
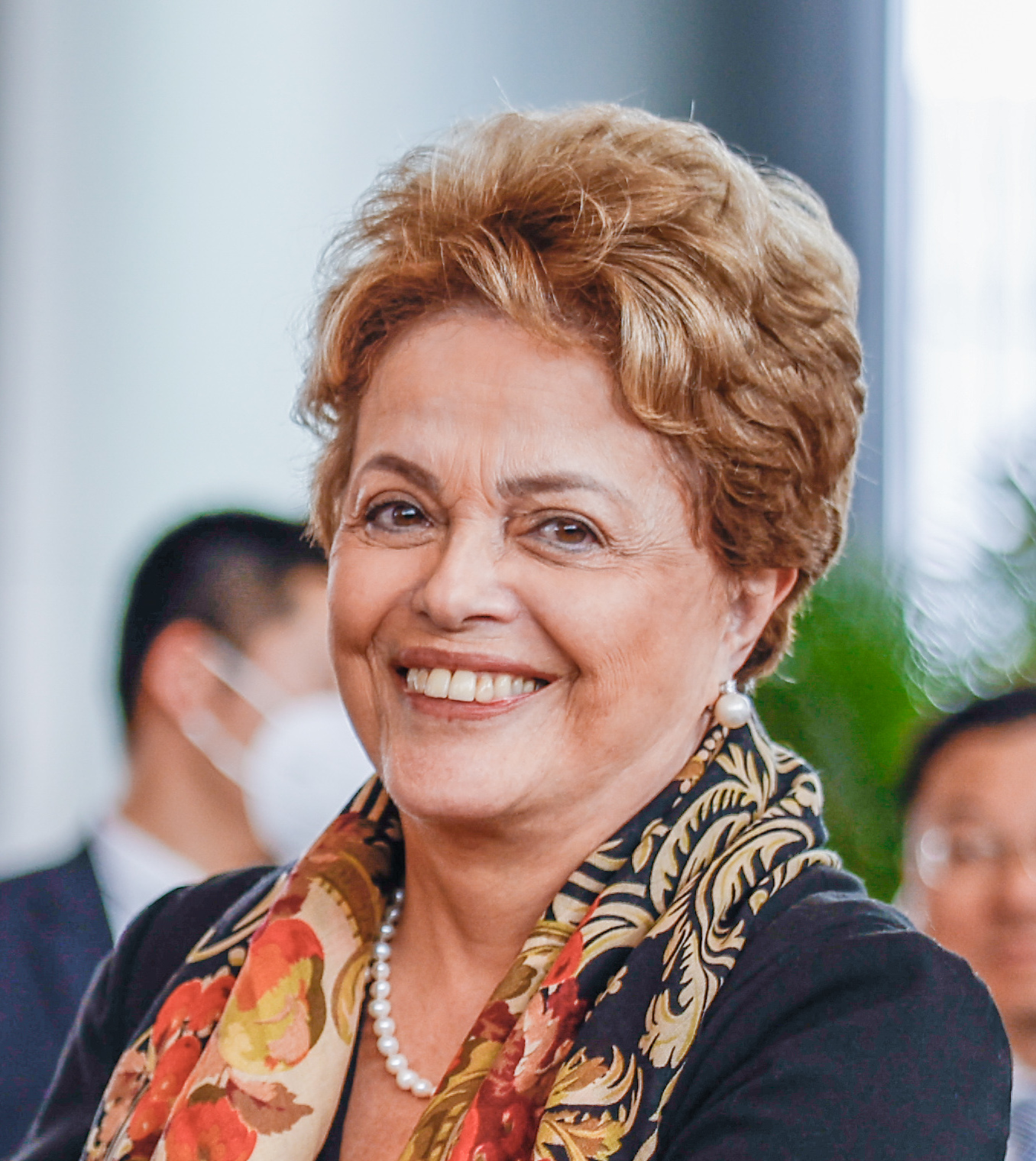
Novo Banco de Desenvolvimento Dilma Rousseff, presidente
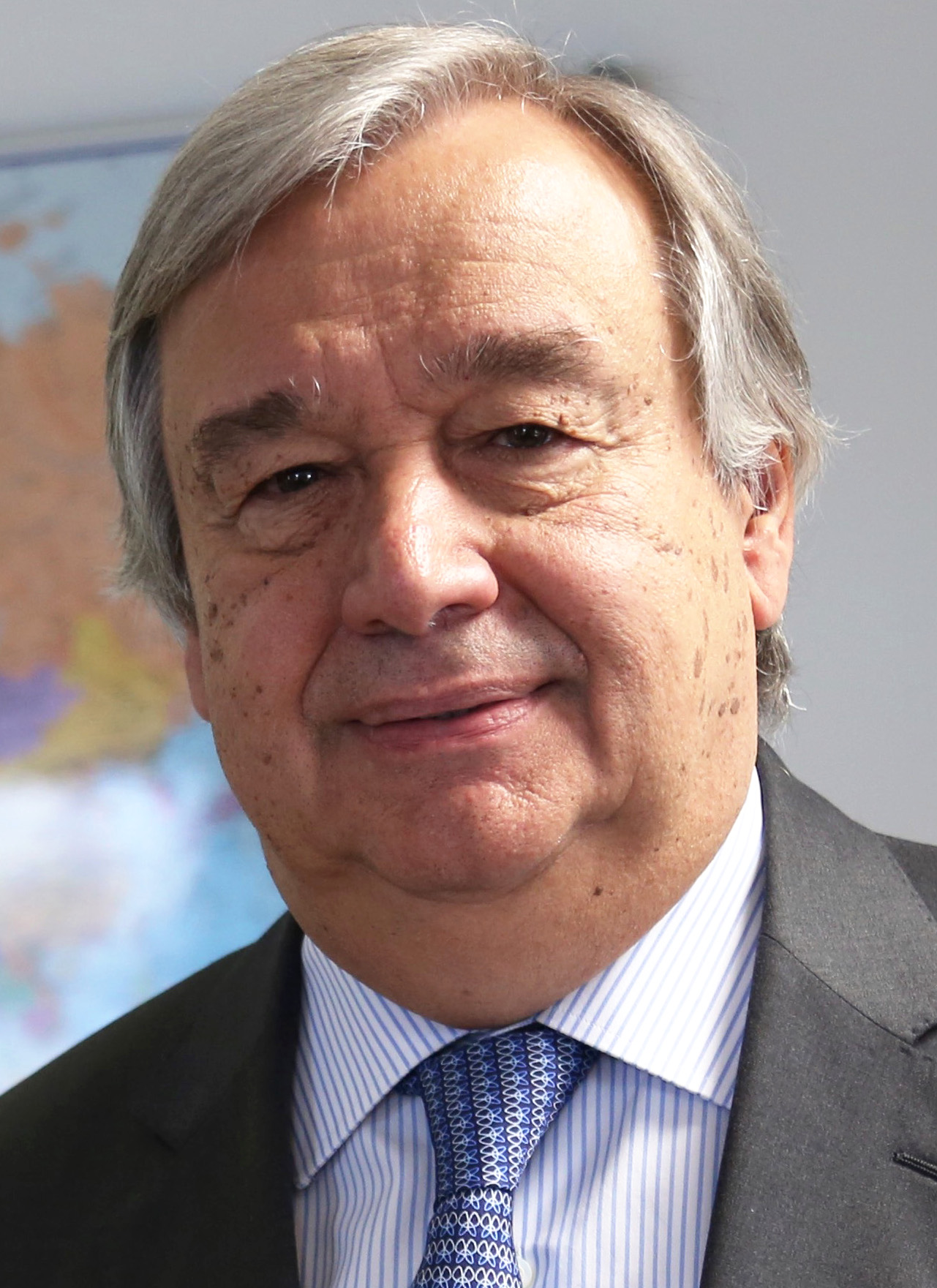
Organização das Nações Unidas António Guterres, secretário-geral
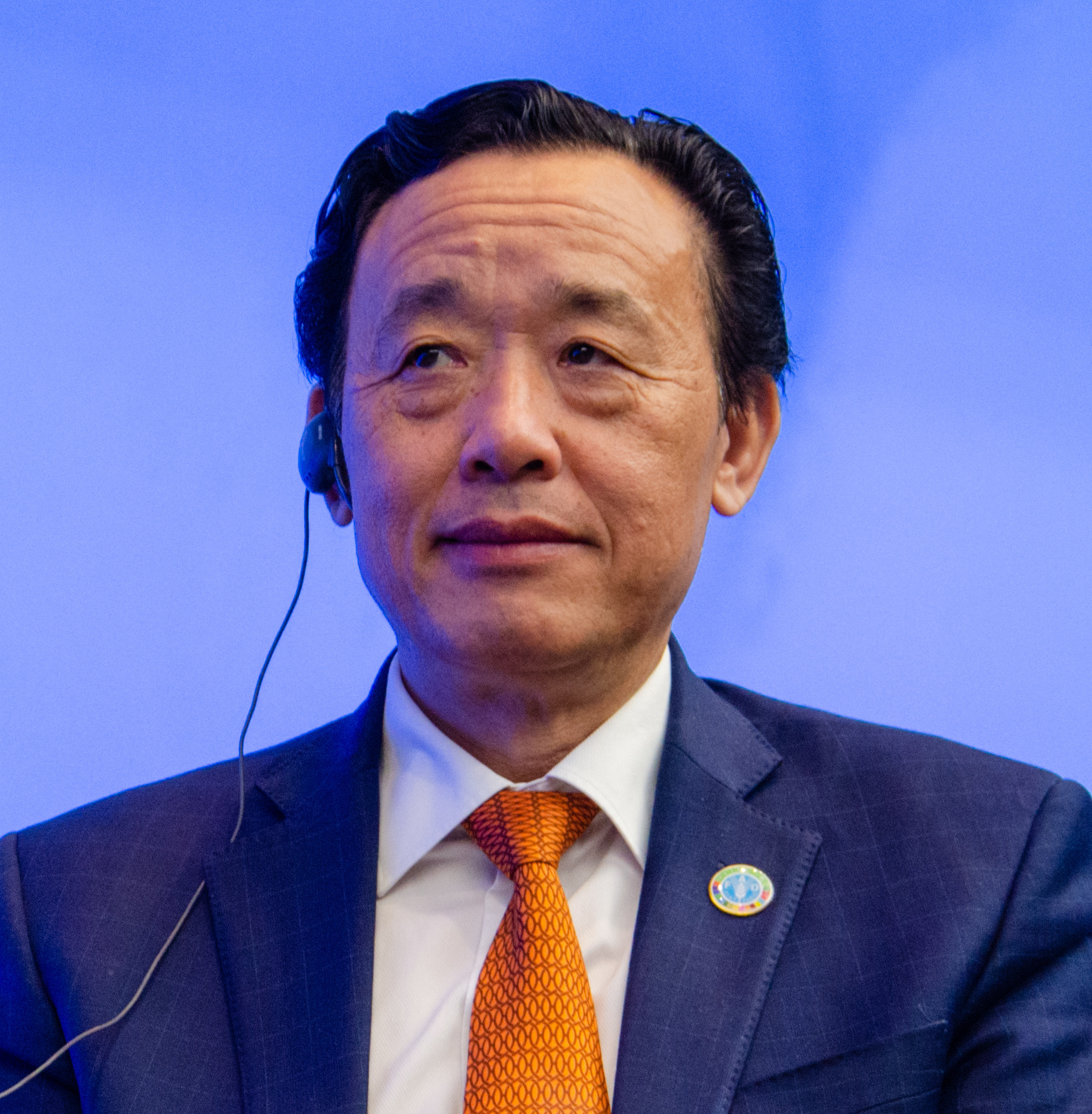
Organização das Nações Unidas para Alimentação e Agricultura Qu Dongyu, diretor-geral
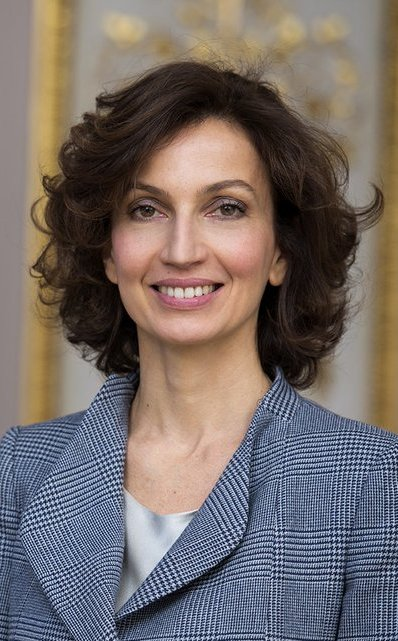
Organização das Nações Unidas para a Educação, a Ciência e a Cultura Audrey Azoulay, diretora-geral
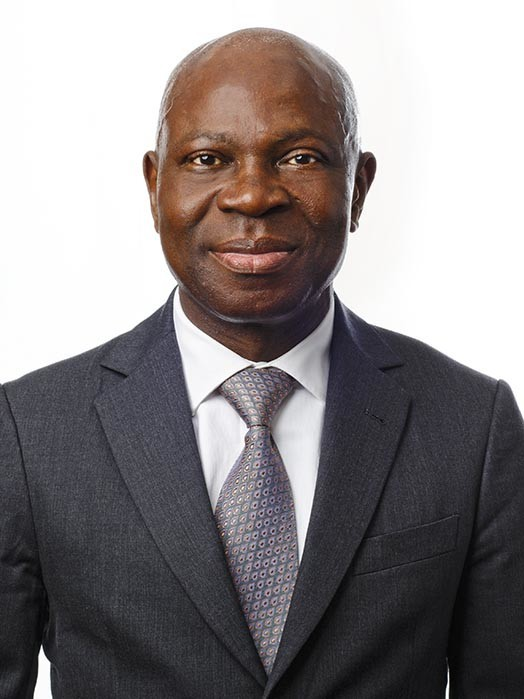
Organização Internacional do Trabalho Gilbert Houngbo, diretor-geral
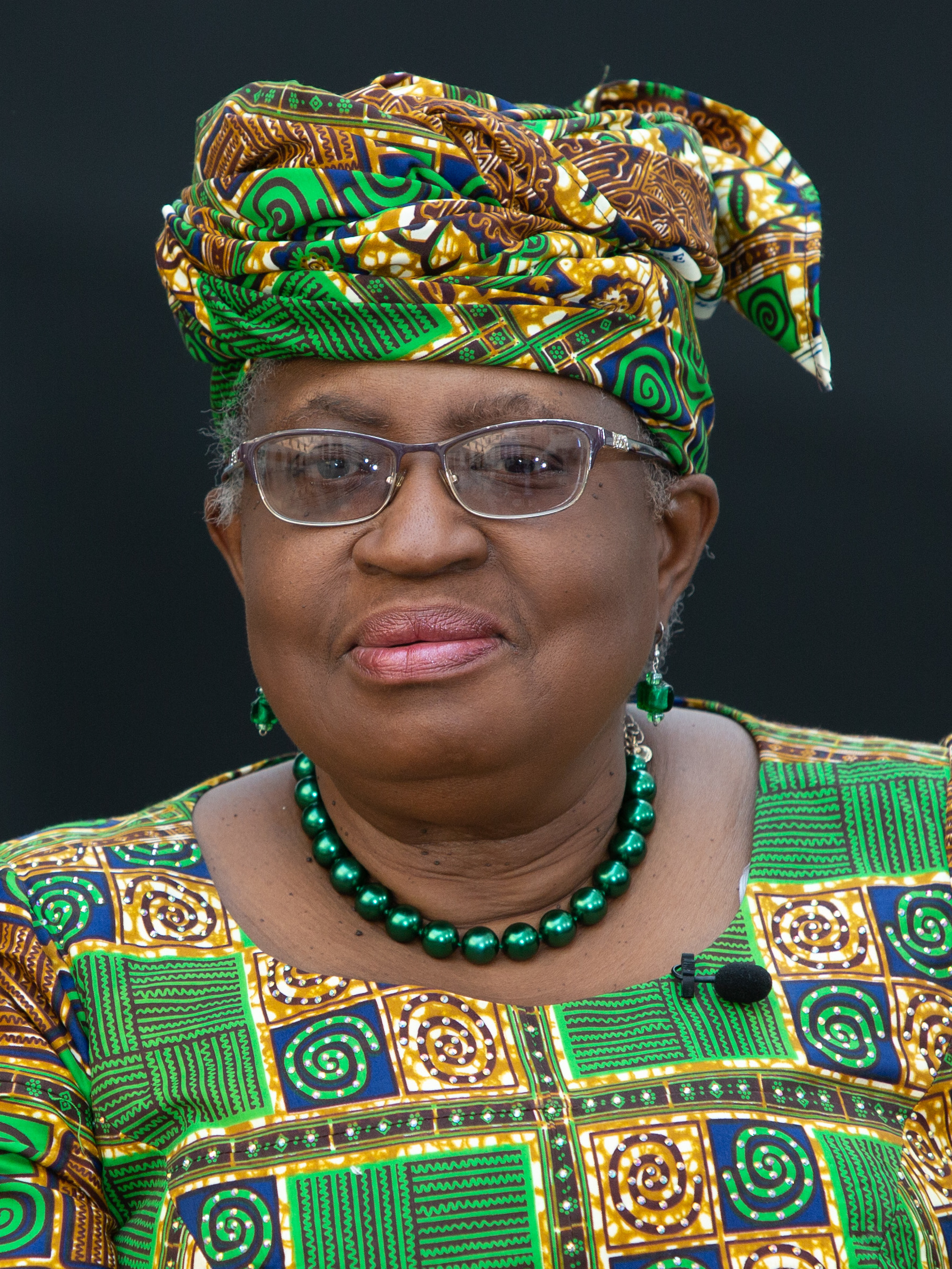
Organização Mundial do Comércio Ngozi Okonjo-Iweala, diretora-geral
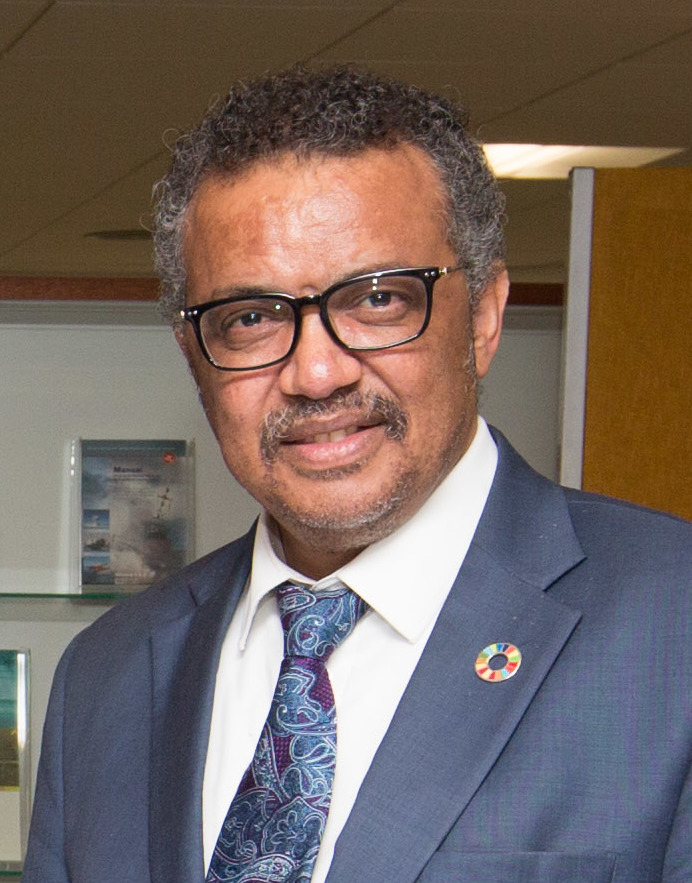
Organização Mundial da Saúde Tedros Adhanom, diretor-geral
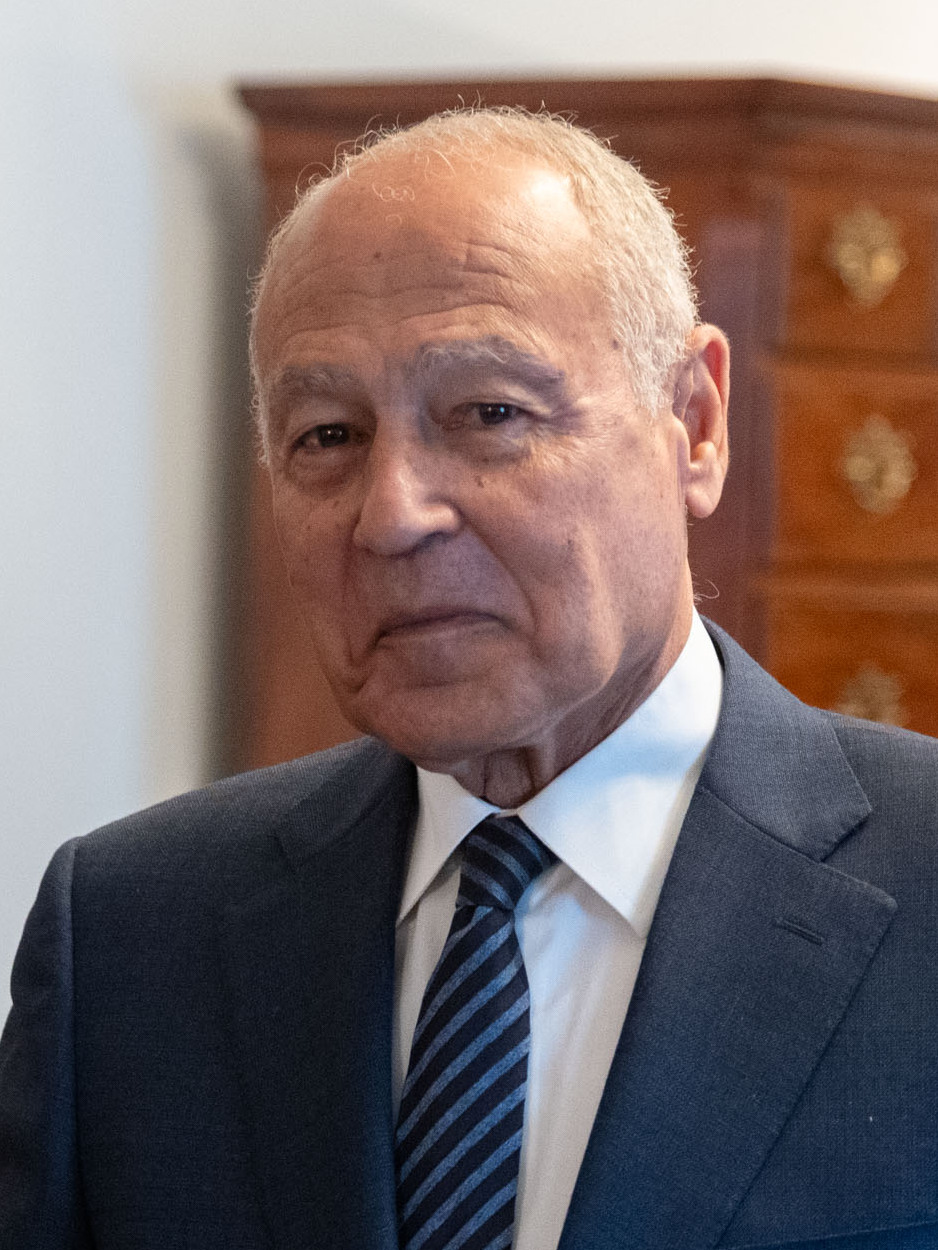
Liga Árabe Ahmed Aboul Gheit, Secretário-Geral
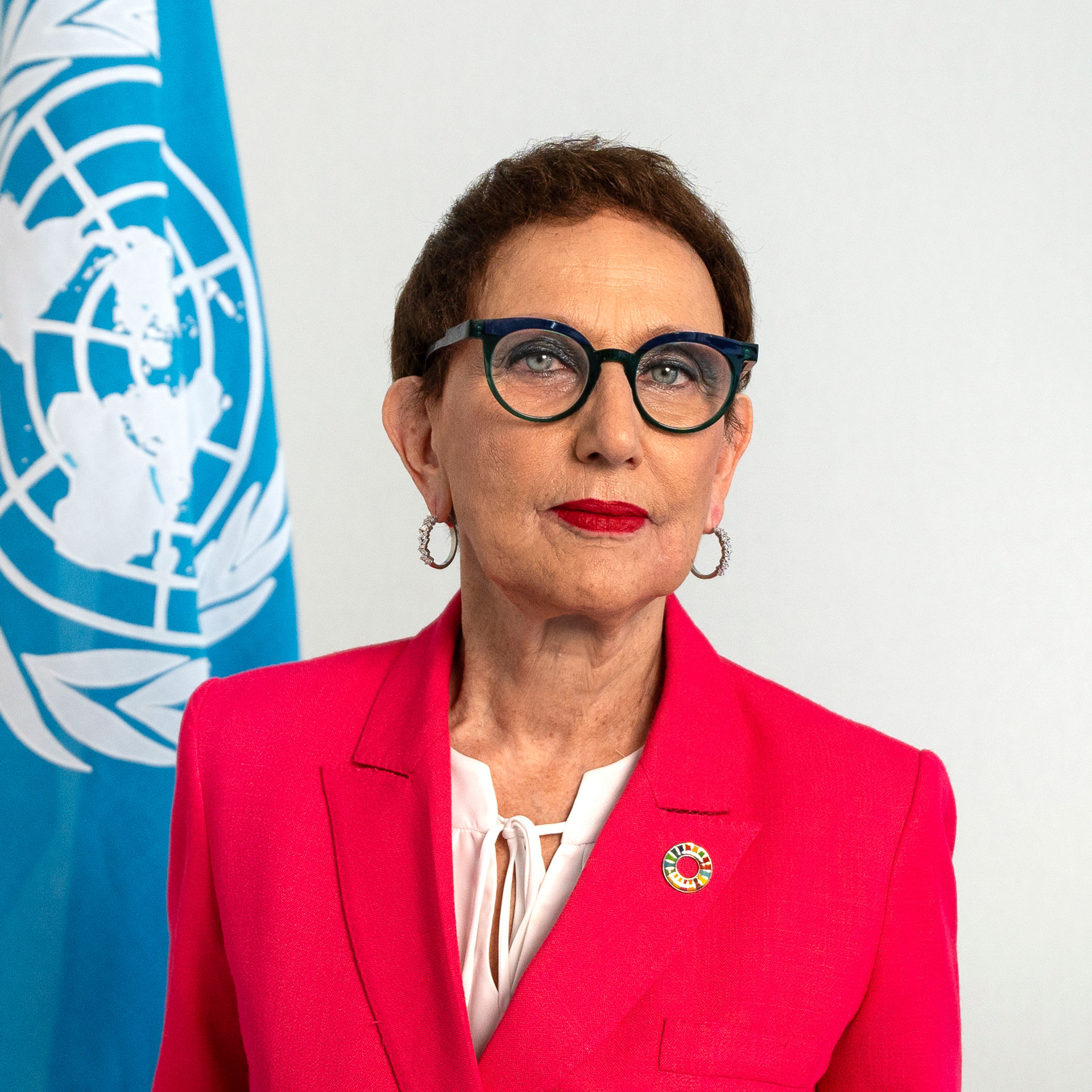
Conferência das Nações Unidas sobre Comércio e Desenvolvimento Rebeca Grynspan, Secretária-Geral

## Declaração final

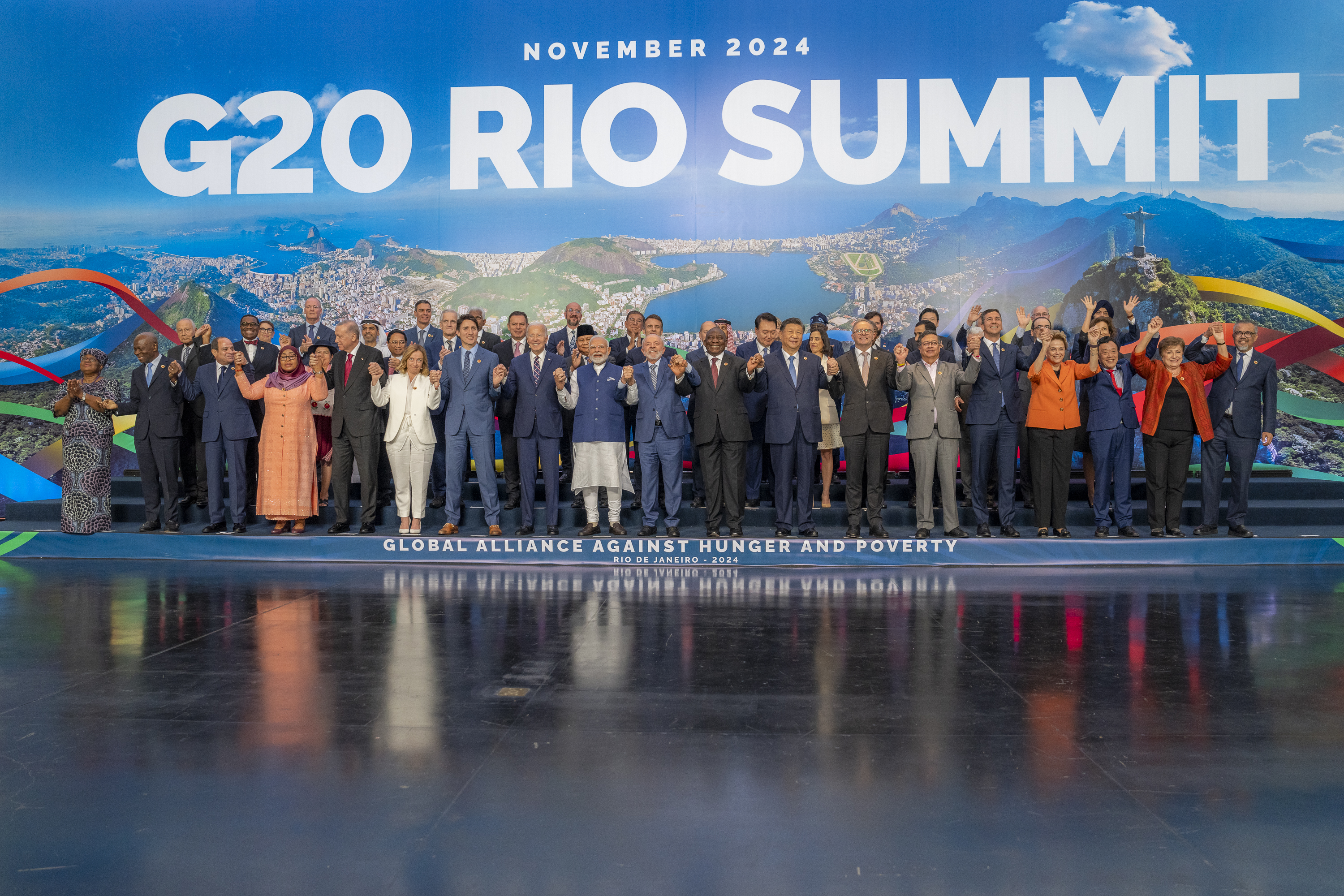
Líderes reunidos durante a cúpula.

Ao final da cúpula, foi aprovada a Declaração de Líderes do G20,  que trata em detalhes os três temas prioritários do encontro:
- acordos para o combate à fome e à pobreza – tendo sido lançada oficialmente a Aliança Global contra a Fome e a Pobreza;[24]
- sustentabilidade e enfrentamento às mudanças climáticas, apoio à transição energética, reafirmando o compromisso com a Agenda 2030 e o Marco Global de Biodiversidade de Kunming-Montreal, bem como a criação da Força Tarefa para Mobilização Global contra as Mudanças Climáticas;[24]
- reforma da governança global, com mais representatividade de países emergentes em órgãos internacionais, como a reforma do Conselho de Segurança da ONU e a modernização da OMC.[24]A reunião também pediu O fim das guerras da Ucrânia e na Faixa de Gaza e a taxação dos ultrarricos – nomeados como "indivíduos com patrimônio líquido ultra-alto"–, além de  levantar preocupações com a inteligência artificial, o respeito pelas resoluções da Organização das Nações Unidas (ONU), reafirmou o apoio a uma solução de dois Estados para o conflito Israel-Palestina. entre outros temas.[24]

O compromisso de formar uma aliança global de combate à fome e à pobreza foi uma das principais bandeiras da presidência brasileira do G20. A aliança é composta por 148 membros entre eles, 82 países.